# Whitney Peak
Whitney Peak (Kampala, 28 de enero de 2003) es una actriz canadiense nacida en Uganda, reconocida por protagonizar la serie Gossip Girl de HBO Max en 2021. Sus créditos de actuación también incluyen las series Home Before Dark de Apple TV + y Chilling Adventures of Sabrina de Netflix.

## Temprana edad y educación
Peak nació en Kampala, Uganda en 2003, como la hija menor de una peluquera ugandesa y un piloto e ingeniero canadiense.  Asistió a un internado, fue nadadora competitiva y viajó con su padre cuando era niña. Su familia se trasladó a Canadá en el año 2012, instalándose en Port Coquitlam, Columbia Británica, en donde asistió a la Terry Fox Secondary.

## Filmografía
| Año       | Título                         | Papel            | Notes                  |
| --------- | ------------------------------ | ---------------- | ---------------------- |
| 2017      | Campfire Kiss                  | Gillian          | Película de televisión |
| 2017      | Molly's Game                   | Stella           |                        |
| 2018      | Legends of Tomorrow            | Lenise           |                        |
| 2019−2020 | Chilling Adventures of Sabrina | Judith Blackwood | [ 6 ] [ 7 ]            |
| 2019      | iZombie                        | Student          |                        |
| 2020      | Home Before Dark               | Alpha Jessica    | [ 8 ]                  |
| 2021      | Gossip Girl                    | Zoya Lott        | [ 9 ]                  |
| 2022      | Hocus Pocus 2                  | Becca            | Película de Disney+    |